# Franz-Josef Selig

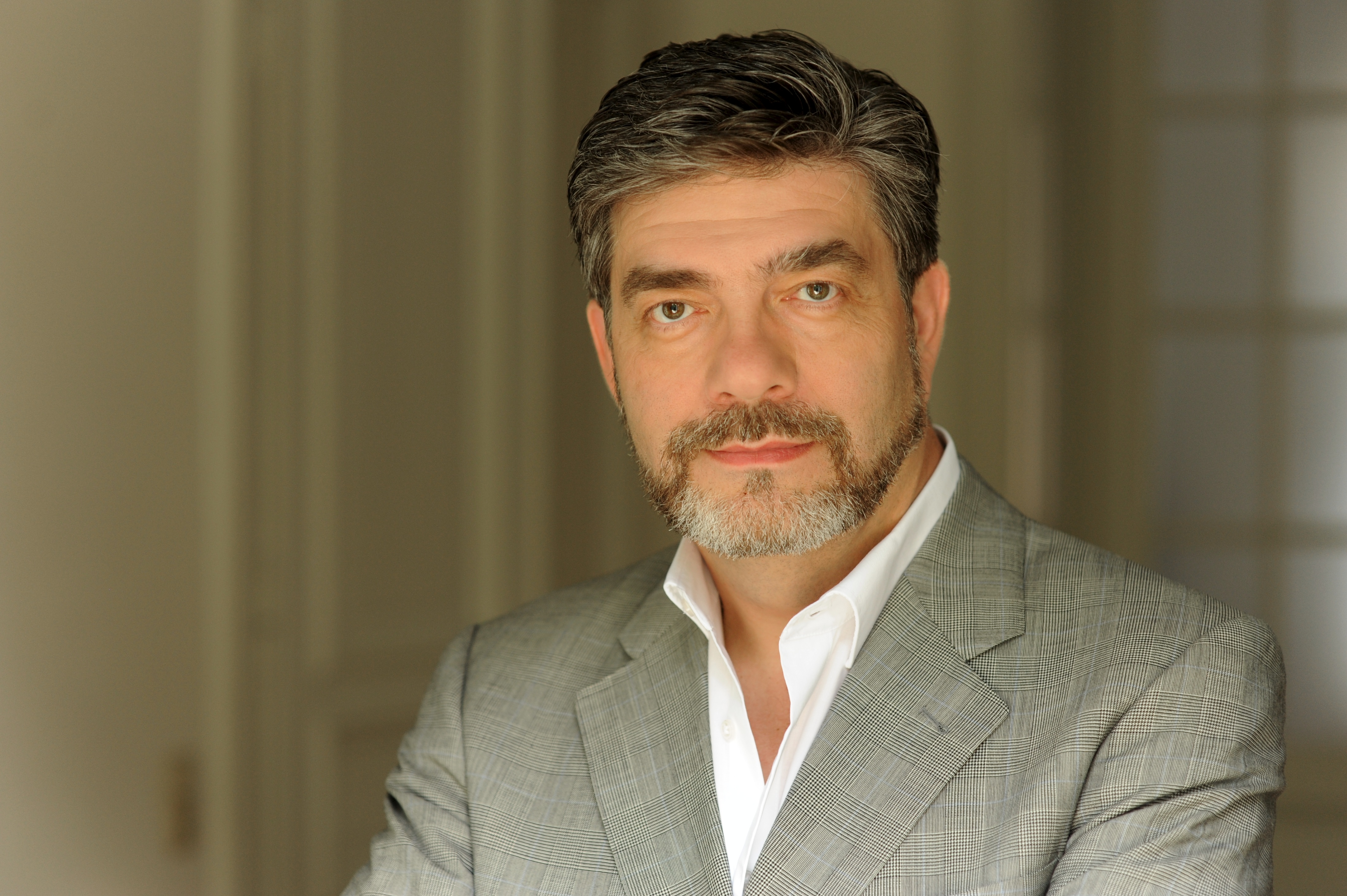
Franz-Josef Selig

Franz-Josef Selig (* 11. Juli 1962 in Mayen) ist ein deutscher Opernsänger (Bass).

## Leben
Franz-Josef Selig studierte an der Staatlichen Hochschule für Musik Köln (heute Hochschule für Musik und Tanz Köln) zunächst Kirchenmusik, später Gesang. Noch in der Sängerausbildung, wurde er 1989 ins Ensemble des Aalto-Theaters, der Oper der Stadt Essen aufgenommen. Er gehörte ihm bis 1995 an. Während dieser Zeit gastierte er an bedeutenden deutschen und ausländischen Bühnen: dem Royal Opera House London, der Mailänder Scala, der Staatsoper Hamburg, in Paris der Opéra Bastille und dem Théâtre du Châtelet, der Metropolitan Opera New York, dem Théâtre de la Monnaie Brüssel, der Deutschen Oper Berlin, der Bayerischen Staatsoper München, der Oper Frankfurt und der Oper Lyon. Dort profilierte er sich bereits als Wagner-Sänger, insbesondere in den Rollen des Königs Marke (Tristan und Isolde) und des Gurnemanz (Parsifal).
Er ist seitdem freischaffender Sänger mit zahlreichen Rollen an großen internationalen Bühnen – neben Bass-Partien der Wagner-Opern auch als Sarastro (Die Zauberflöte), Rocco (Fidelio), Osmin (Die Entführung aus dem Serail) und Fiesco (Simon Boccanegra).
2012 debütierte er bei den Bayreuther Festspielen als Daland (Der fliegende Holländer). 2013 sang er in Bayreuth wieder diese Rolle sowie erstmals den Hunding (Die Walküre). In der Saison 2013/2014 sang er u. a. in Barcelona in Georg Friedrich Händels Agrippina, in Madrid den König Marke in Wagners Tristan und Isolde, in der Pariser Oper in Zauberflöte und Tristan und Isolde, sowie in Toulouse in Daphne. Neben seinen Opernrollen gibt er auch Liederabende.

## Auszeichnungen
- 1992: Aalto-Bühnenpreis für junge Künstler[3]
- 2012: Kulturpreis der Stadt Neuwied[4]
- 2013: Ehrenmitglied im Koblenzer Richard-Wagner-Verband[5]